# 覺羅外庫
覺羅外庫，滿洲人，清朝政治人物、清朝禮部尚書。
曾任正紅旗滿洲副都統。康熙六年三月乙酉，接替祁徹白，擔任清朝禮部尚書，后。由布顏接任。